# Эмбриональный потенциал
Эмбриональный потенциал — понятие, находящееся на стыке, с одной стороны, эмбриологии (как части биологии развития), с другой стороны, эволюционной биологии. Эмбриональный потенциал определяется как наличие в геноме некоего живого существа генов, которые изначально могли выполнять какие-то другие функции, но позже, в процессе эволюции, были востребованы («рекрутированы») потомками этого живого существа для образования во время эмбриогенеза каких-то новых анатомических структур, для усложнения строения тела. Кроме того, эмбриональный потенциал также подразумевает гибкость уже имеющейся у этого живого существа-предка программы эмбриогенеза, её совместимость с таким расширением у потомков без поломки других этапов эмбриогенеза.
Ричард Докинз называл появление процесса эмбриогенеза и связанное с ним появление эмбрионального потенциала, появление гибкости программы эмбрионального развития, способствовавшей быстрому усложнению строения живых существ и быстрой дифференциации видов, видообразованию — вторым по важности достижением эволюции живых существ, после появления полового размножения, обеспечившего рост генетического разнообразия за счёт рекомбинации генов.